# Metro Athen
Die Metro Athen (griechisch Μετρό Αθήνας Metro Athinas) ist eine von zwei Metros in Griechenland. Sie existiert teilweise seit 1869, jedoch kann erst seit der Elektrifizierung 1904 von einer U-Bahn gesprochen werden. Bis 2000 hatte sie nur eine Linie. Im Jahre 2000 wurden zwei weitere Linien eröffnet, auch im Hinblick auf die Olympischen Spiele und die damit verbundenen Verkehrszuwächse.
Seit der Eröffnung der zweiten und dritten Linie sowie der Totalsanierung der ersten gehört die Athener Metro zu den moderneren Systemen Europas. Als Besonderheit sind die zentralen Stationen mit antiken Fundstücken museumsähnlich gestaltet und die weiter auswärts gelegenen mit Kunstwerken gegenwärtiger griechischer Künstler ausgestattet. Die „neue“ U-Bahn wird in Athen als kultureller Raum benutzt, in dem regelmäßig Ausstellungen und verschiedene andere Veranstaltungen stattfinden. 2011 fusionierten die beiden separaten Betreiber der Linien 1 sowie 2 und 3 zu einem Unternehmen.

## Linien
Das Netz der Athener Metro ist insgesamt rund 90 Kilometer lang und hat 66 Stationen. Die Züge fahren jeweils von 5.00 bis 0.30 Uhr (Linie 1) und von 5.30 bis 24.00 Uhr (Linien 2 und 3). Am 5. Juli 2025 wurde versuchsweise erstmals ein durchgehender Nachtverkehr der Linien 2 und 3 eingeführt.
Die wichtige Verbindung des Athener Stadtzentrums mit dem Internationalen Flughafen Athen-Eleftherios Venizelos über die Linie 3 war seit 14. Februar 2009 für sechs Monate unterbrochen. Grund war die Fertigstellung der Station Agia Paraskevi, die aufgrund von Anwohnerprotesten beim Bau der Strecke ausgelassen wurde. Inzwischen ist es wieder möglich, mit dieser Linie im Halbstundentakt den Flughafen zu erreichen.
| Linie | Strecke                                      | Eröffnung         | Länge     | Bahnhöfe |
| ----- | -------------------------------------------- | ----------------- | --------- | -------- |
|       | Piräus (Πειραιάς) ↔ Kifissia (Κηφισιά)       | 1869              | 25,7 km   | 24       |
|       | Anthoupoli (Ανθούπολη) ↔ Elliniko (Ελληνικό) | 2000              | 18,7 km   | 20       |
|       | Nikea (Νίκαια) ↔ Flughafen (Αεροδρόμιο)      | 2000              | 47,3 km   | 27       |
|       | Alsos Veikou (Άλσος Βείκου) ↔ Goudi (Γουδή)  | im Bau befindlich | (12,8 km) | (15)     |
|       |                                              | Σ                 | 91,7 km   | 66       |

## Geschichte

### Ilektrikós (Linie 1)

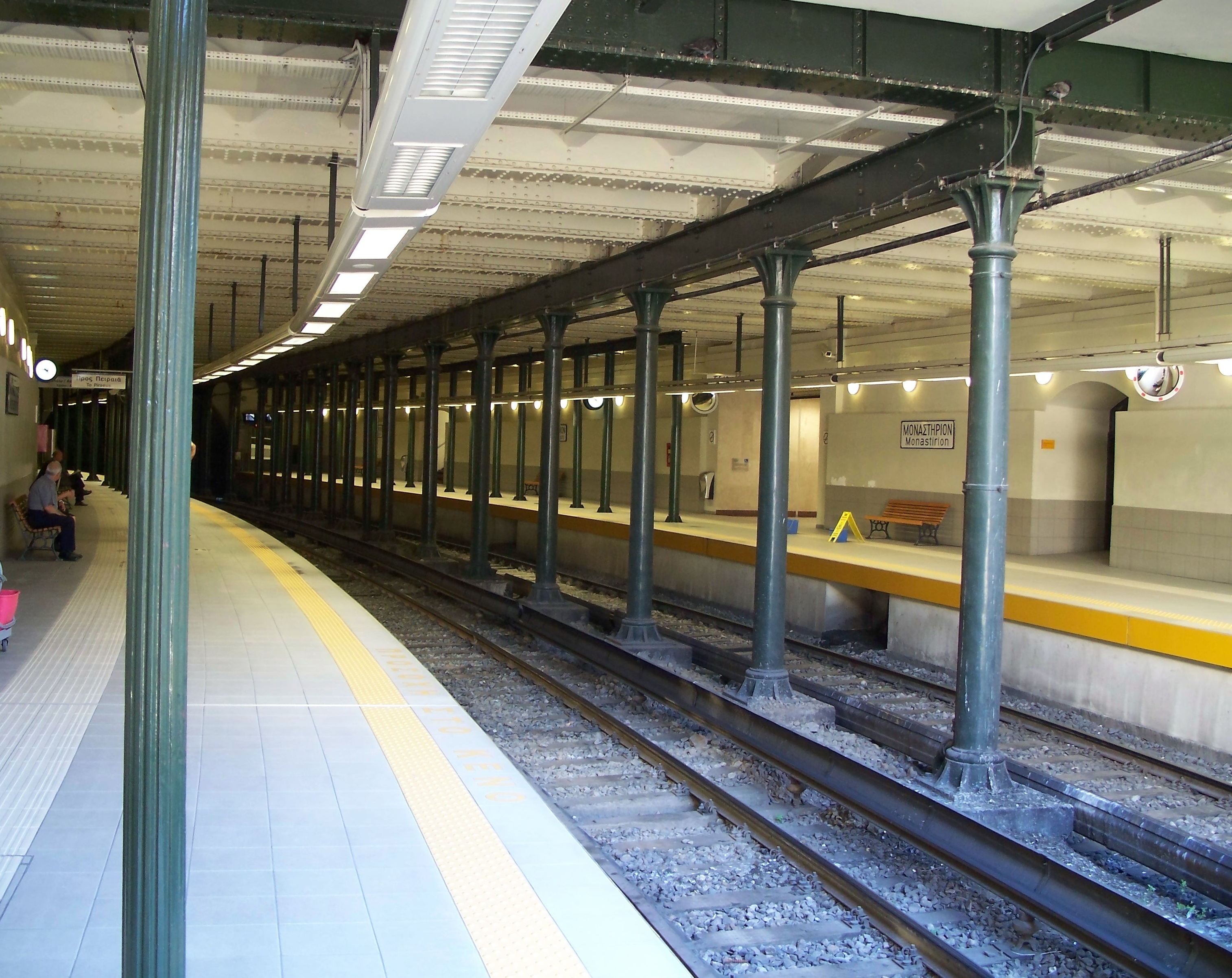
U-Bahnhof Monastiraki, Bahnsteig der Linie 1

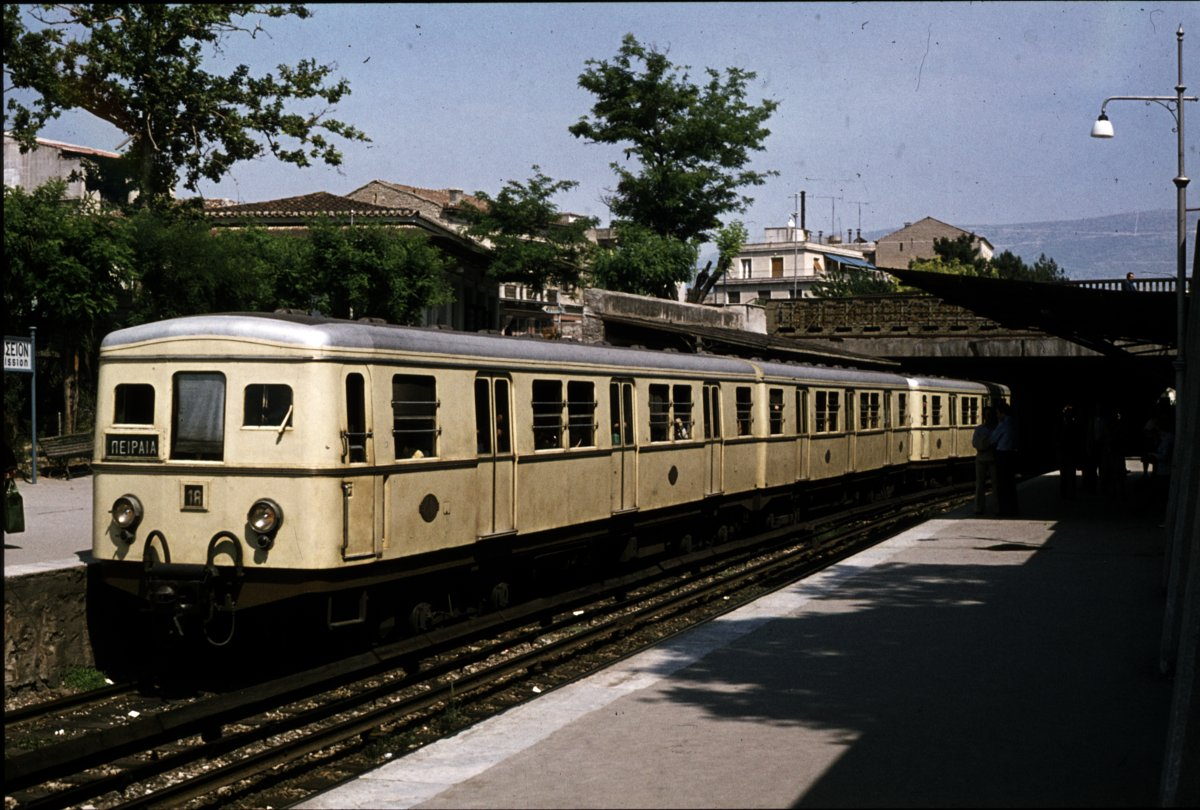
Zug der heutigen Linie 1 im U-Bahnhof Thisío im Jahr 1978

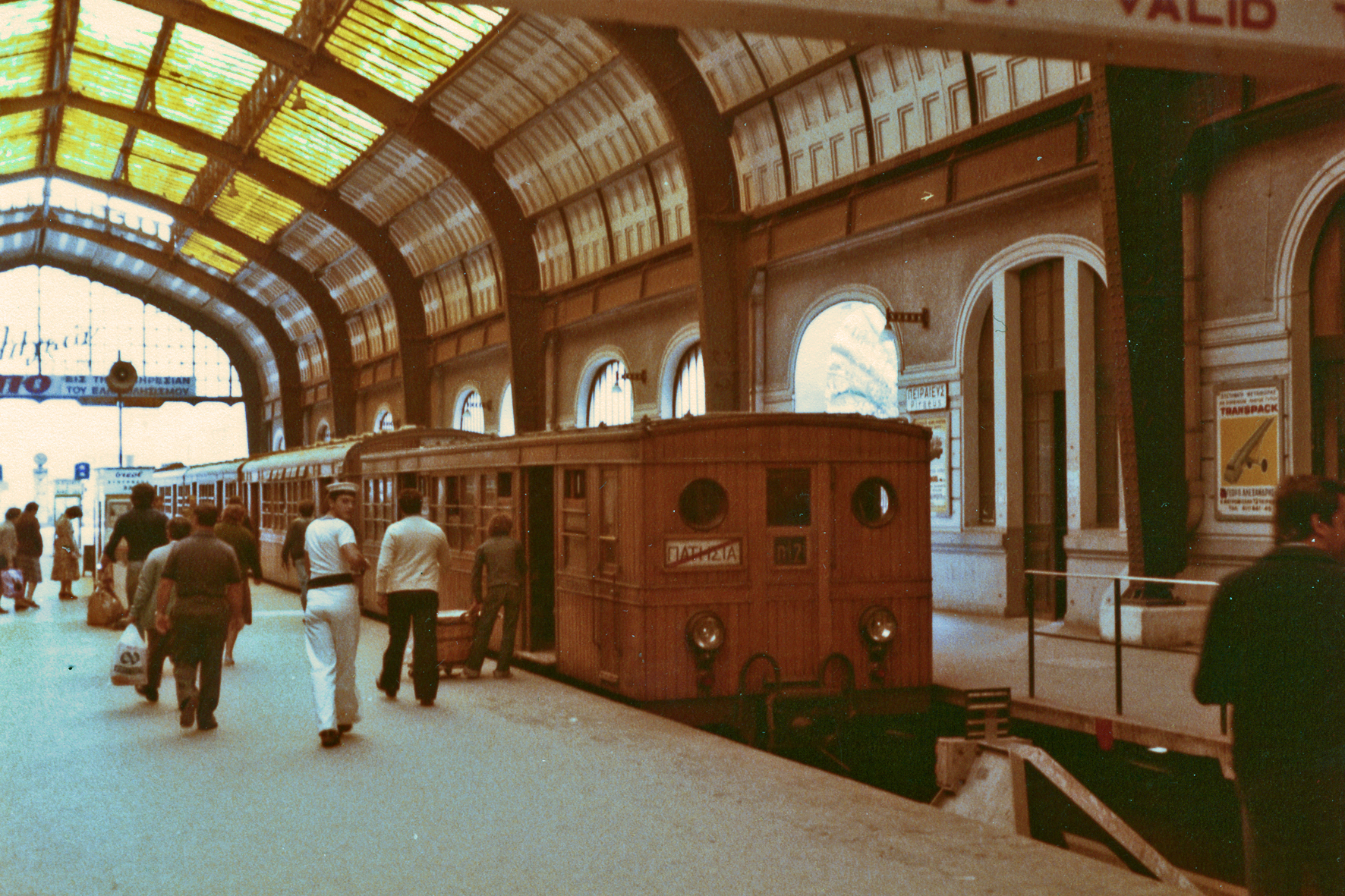
Züge mit Holzverkleidung im Jahr 1979 im U-Bahnhof Pireás (Linie 1), das durchgestrichene Zielschild weist auf eine Zwischenendstelle hin, in diesem Fall Patissia

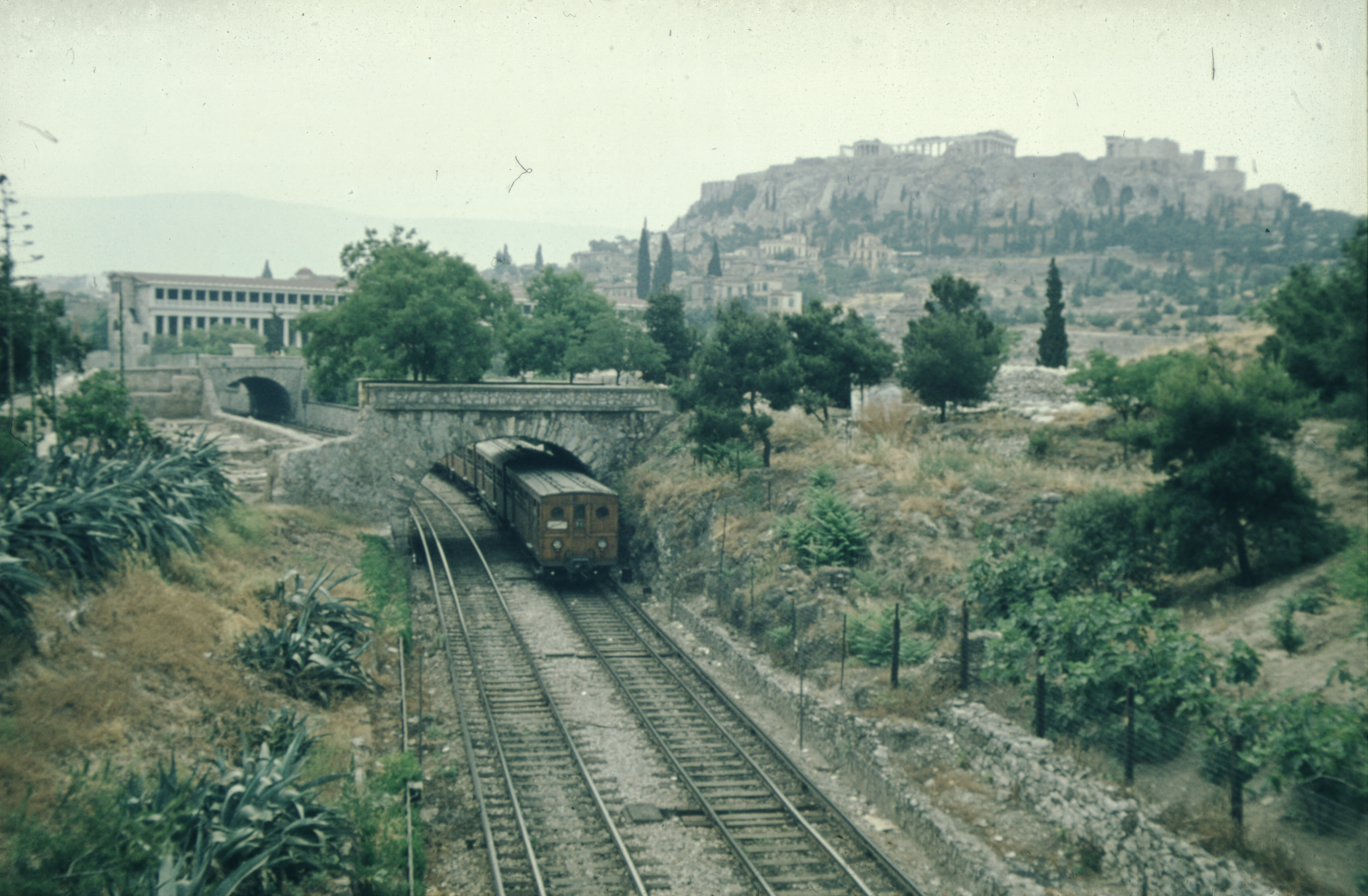
Vorortbahn (heute Metrolinie 1) zwischen Thisío und Monastiraki, um 1980

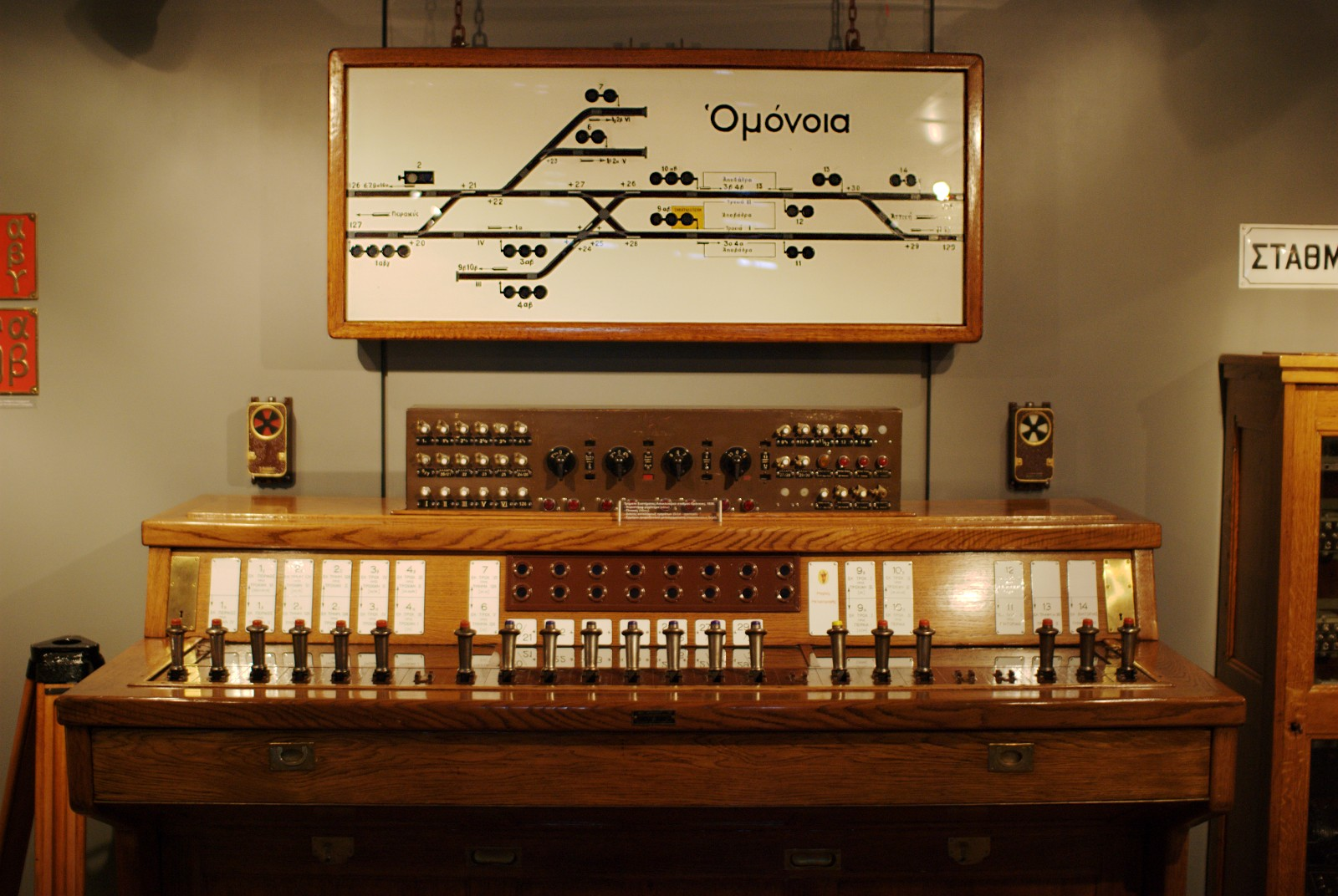
Elektromechanisches Hebelwerk und Fahrschautafel des Stellwerkes Omónia im Museum

Bereits 1869 wurde in der griechischen Hauptstadt Athen das erste Teilstück der heutigen U-Bahn-Linie 1 eröffnet, das als erste Eisenbahn des Landes Athen (Bahnhof an der heutigen Station Thisío) mit dem Hafen Piräus verband. Die Strecke war zwölf Kilometer lang und eingleisig, die Züge wurden mit Dampflokomotiven bespannt. An der Planung beteiligt war der bayrische Ingenieur Nicolaus Zink. Bis 1895 wurde die Strecke bis Omonia verlängert, zwischenzeitlich war der Endbahnhof die heutige Station Monastiraki. Es gab vor 1892 Pläne, die Bahn um eine weitere Strecke zum Bergwerk Laurion (an der Südspitze von Attika, Streckenführung über Therikos, Keratia, Markopulo, Koropi, Liopesi und Chalandri) zu erweitern. Wenngleich es nicht gelang, auch in nennenswerten Umfang Güterverkehr zu übernehmen, betrugen 1900 die Einnahmen 1.533.300 und die Ausgaben 614.147 Drachmen.
Von 1901 bis 1904 wurde die Strecke zweigleisig ausgebaut und mit von oben bestrichenen Stromschienen elektrifiziert. Der reguläre Eisenbahnverkehr wurde auf eine neue Strecke verlagert, so dass diese Strecke seitdem nur noch dem Nahverkehr dient. Fritz Steiner (1873–1955), ein Ingenieur, dessen Eltern aus der Schweiz eingewandert waren, wurde 1905 zum Direktor bestellt. 1925 wurde ein Masterplan für eine Athener U-Bahn ausgearbeitet. Anfang der 1930er Jahre erfolgte die Untertunnelung des Stadtzentrums mit dem Neubau der Stationen Omonia und Viktoria sowie dem Anschluss an die Richtung Norden nach Kifissia führende Vorortbahn. Siemens lieferte hierfür 1949/50 neue elektrische Ausrüstungen. Bis 1957 wurde die Strecke der heutigen Linie 1 mit 26 Kilometern Länge und 23 Stationen vollendet.
Weitere Zwischenstationen wurden in den 1980er Jahren gebaut (z. B. Irini am Olympiastadion). Die Linie 1 wird als »Ilektrikós« (Elektrische) bezeichnet und stellt eine von der neuen U-Bahn unabhängige Betreibergesellschaft dar (ΗΣΑΠ – Elektrische Eisenbahn Athen–Piräus). Seitdem gab es zahlreiche Pläne, weitere U-Bahn-Strecken zu bauen, bis sich die Athener Stadtregierung auf den Bau zweier weiterer Linien festlegte.

### Bau der Linien 2 und 3
Die Ausschreibung zum Bau zweier neuer Linien gewann 1991 das Konsortium Olympiako Metro, an dem insgesamt 22 deutsche, französische und griechische Unternehmen beteiligt waren. Die Lieferung umfasste elektrische und mechanische Anlagen, Fahrzeuge, die Lieferung und Installation und hatte ein Auftragsvolumen von insgesamt zwei Mrd. ECU. 1992 begannen die Bauarbeiten.
Als 1997 die Tunnelstrecke der Linie 2 zwischen den Haltestellen Syntagma und Panepistimiou in 24 Metern Tiefe gebaut wurde, stießen die Konstrukteure unerwarteterweise auf einen fünf Meter großen Hohlraum. Aufgrund von Befürchtungen, durch einen Weiterbau könnten die große Panepistimiou-Straße und der Tunnel zusammenstürzen, wurde der Bau monatelang unterbrochen, bis das Loch wieder aufgefüllt war. Die Linie 2 wurde dann verspätet am 28. Januar 2000 zwischen den Stationen Sepolia und Syntagma in Betrieb genommen. Die Linie 3 wurde im gleichen Jahr zwischen Ethniki Amyna und Syntagma eröffnet. Bis 2004 wurden wegen der Olympischen Spiele zahlreiche weitere Stationen in Betrieb genommen. Am 6. Juli 2020 wurden die neuen Stationen Agia Varvara, Korydallos und Nikaia der Linie 3 in Betrieb genommen. Drei weitere Stationen der Linie 3 wurden im Oktober 2022 fertiggestellt. Damit wird der Hafen Piräus nun mit dem Athener Stadtzentrum und dem Flughafen verbunden.

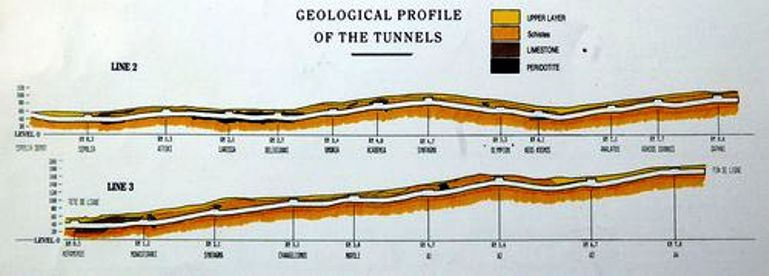
Geologisches Profil der Linien 2 und 3
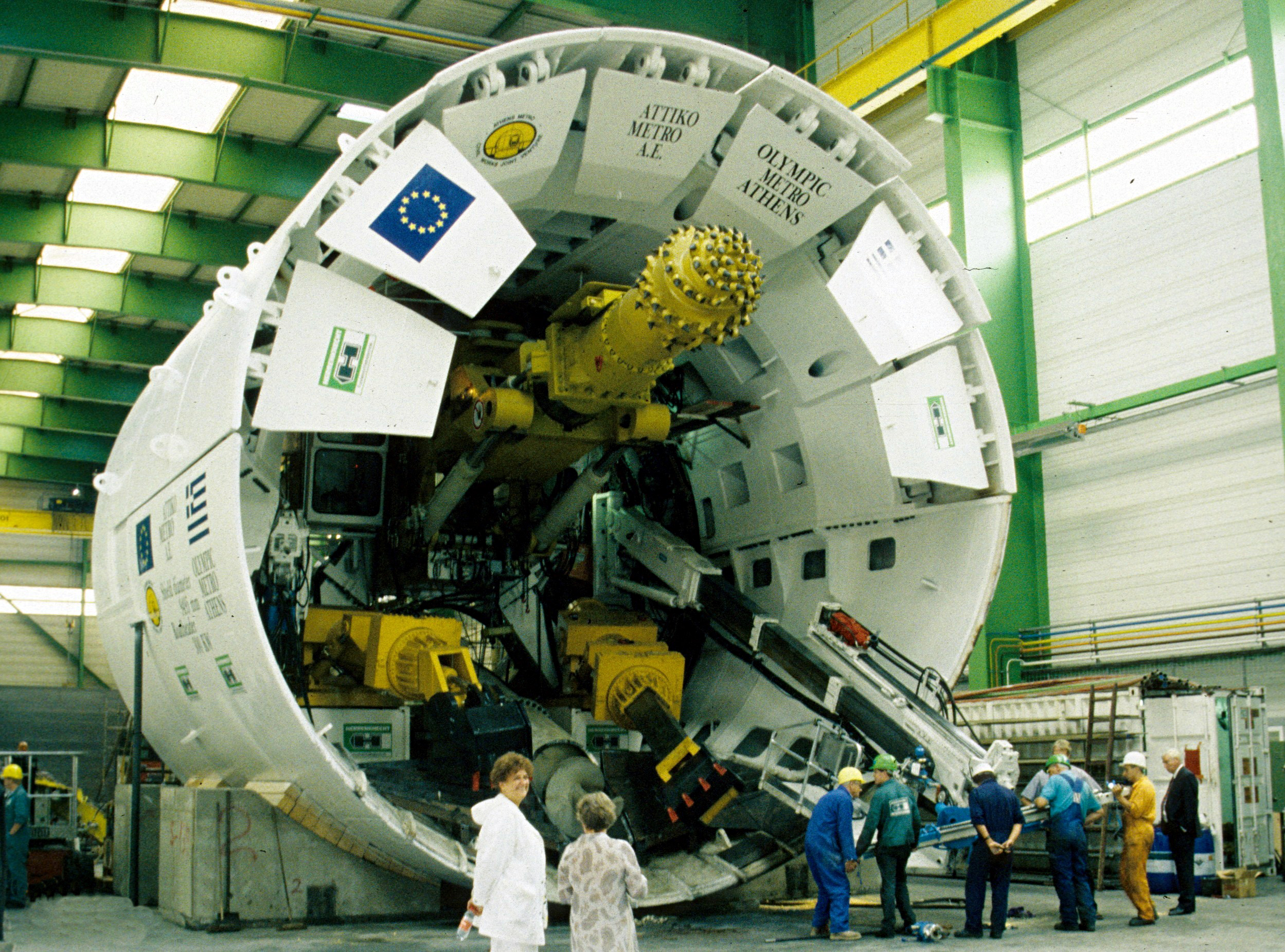
Präsentation einer Tunnelbohrmaschine
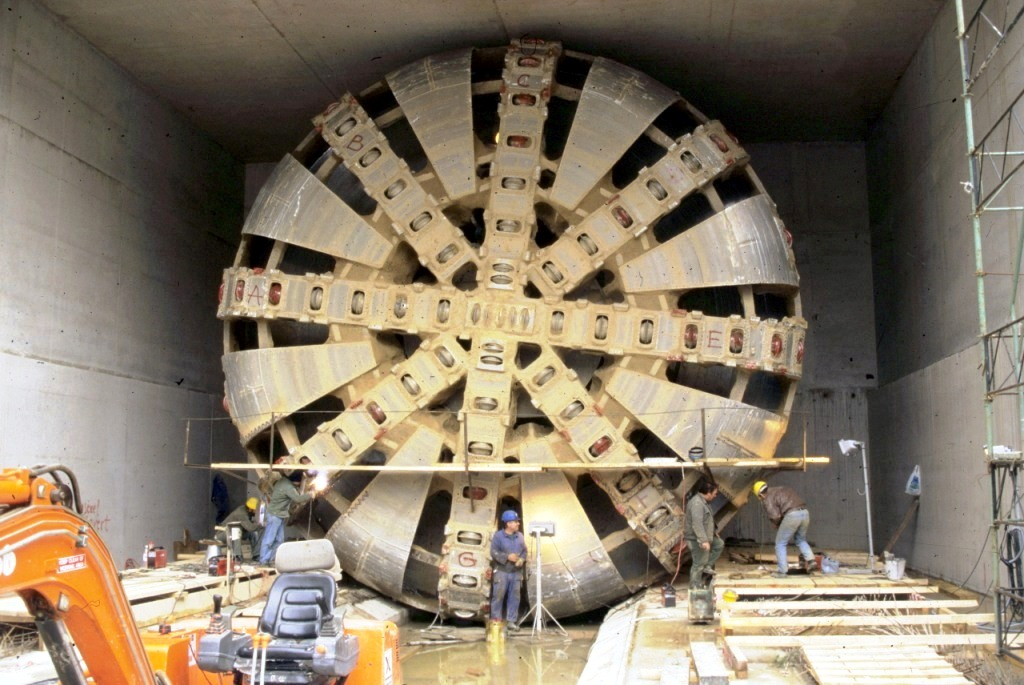
Tunnelbohrmaschine im Einsatz
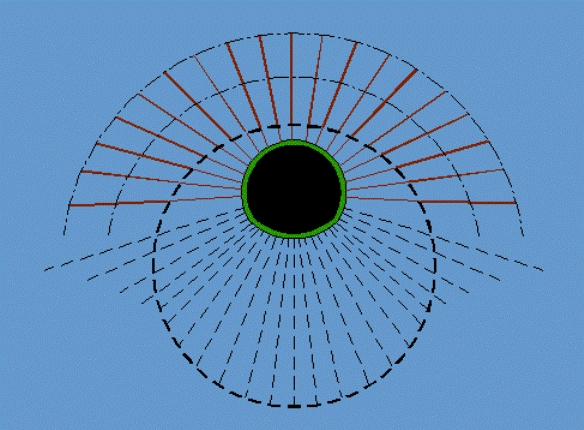
Erkundungsstollen Querschnitt
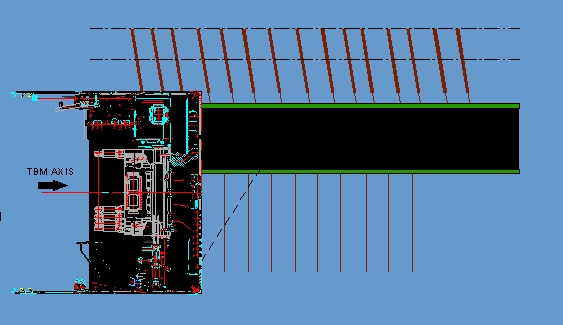
Erkundungsstollen Längsschnitt und Vortrieb
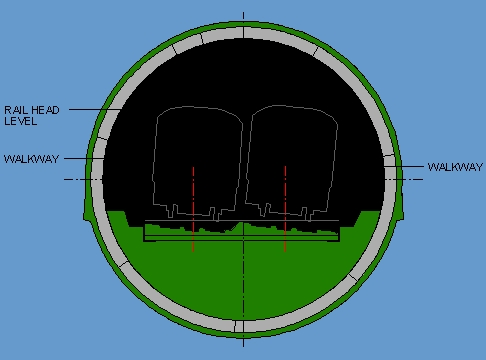
Tunnelquerschnitt

- Präsentation einer Tunnelbohrmaschine
- Tunnelbohrmaschine im Einsatz
- Erkundungsstollen Querschnitt
- Erkundungsstollen Längsschnitt und Vortrieb
- Tunnelquerschnitt
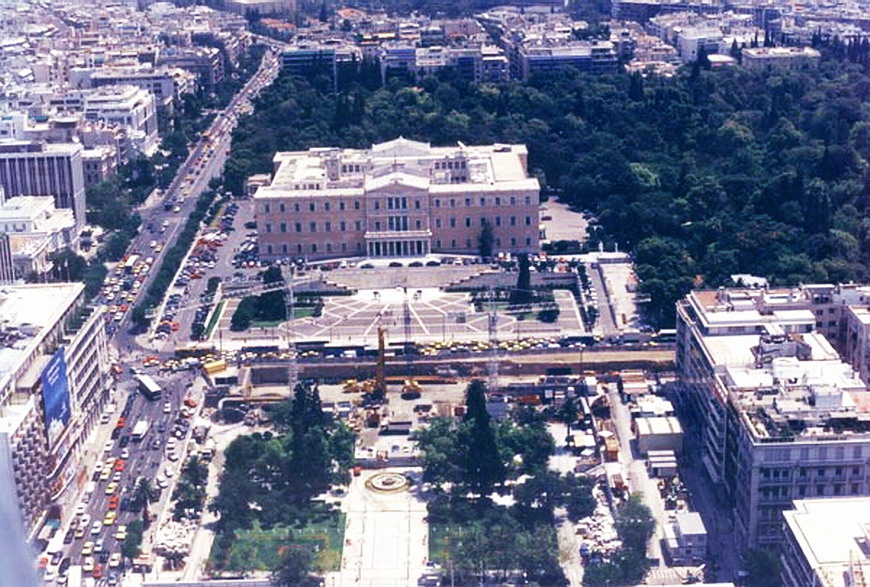
Aushub der Station am Syntagma-Platz um 1992
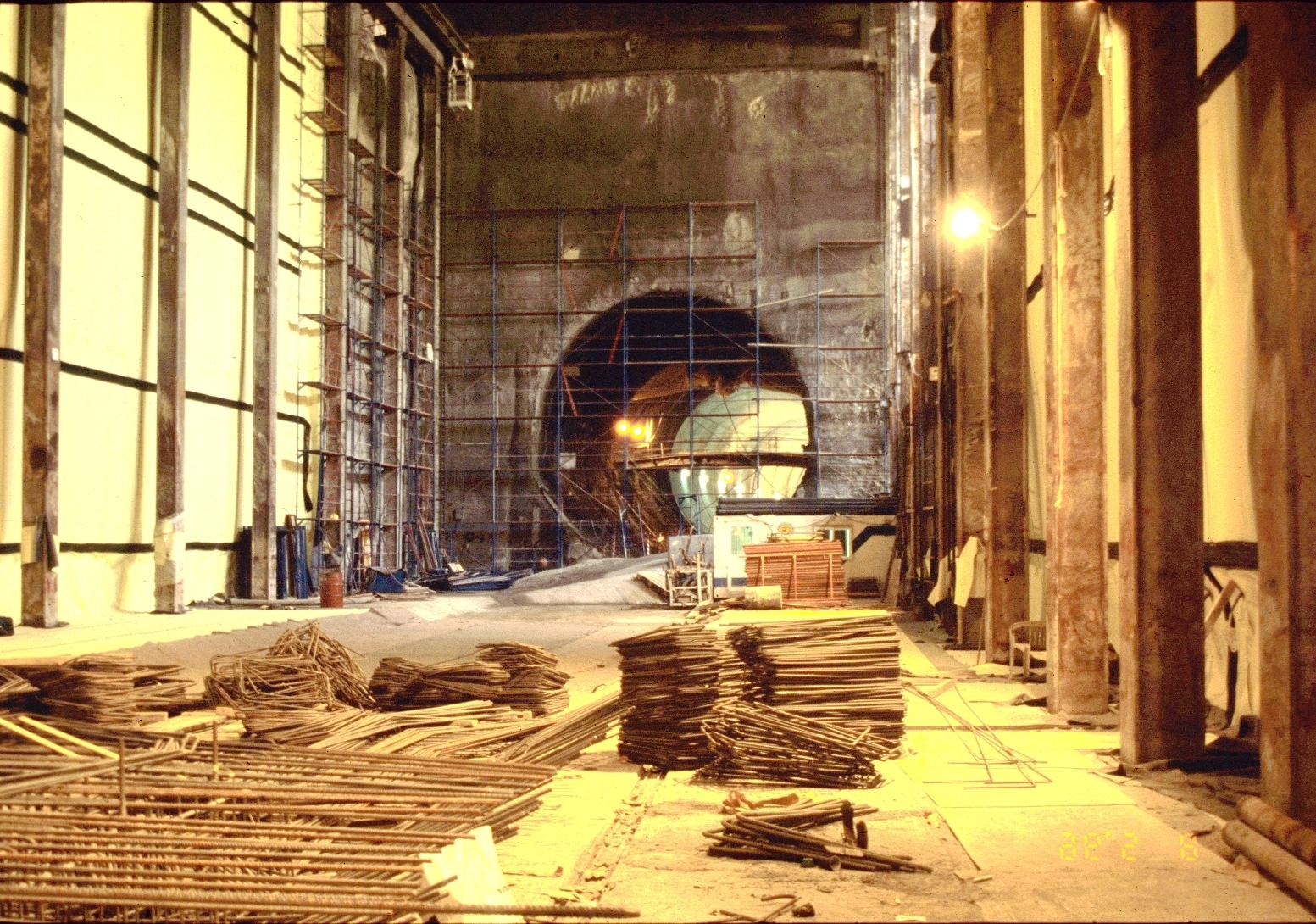
Station am Syntagma-Platz, Ebene der Linie 2
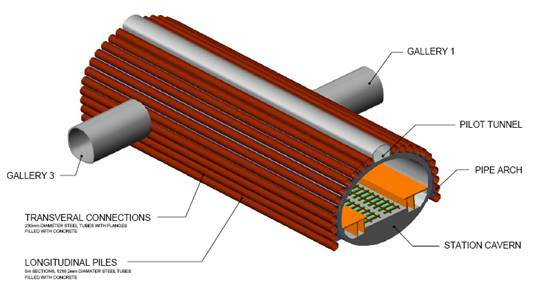
Visualisierung einer standardisierten Station am Beispiel „Monastiraki“
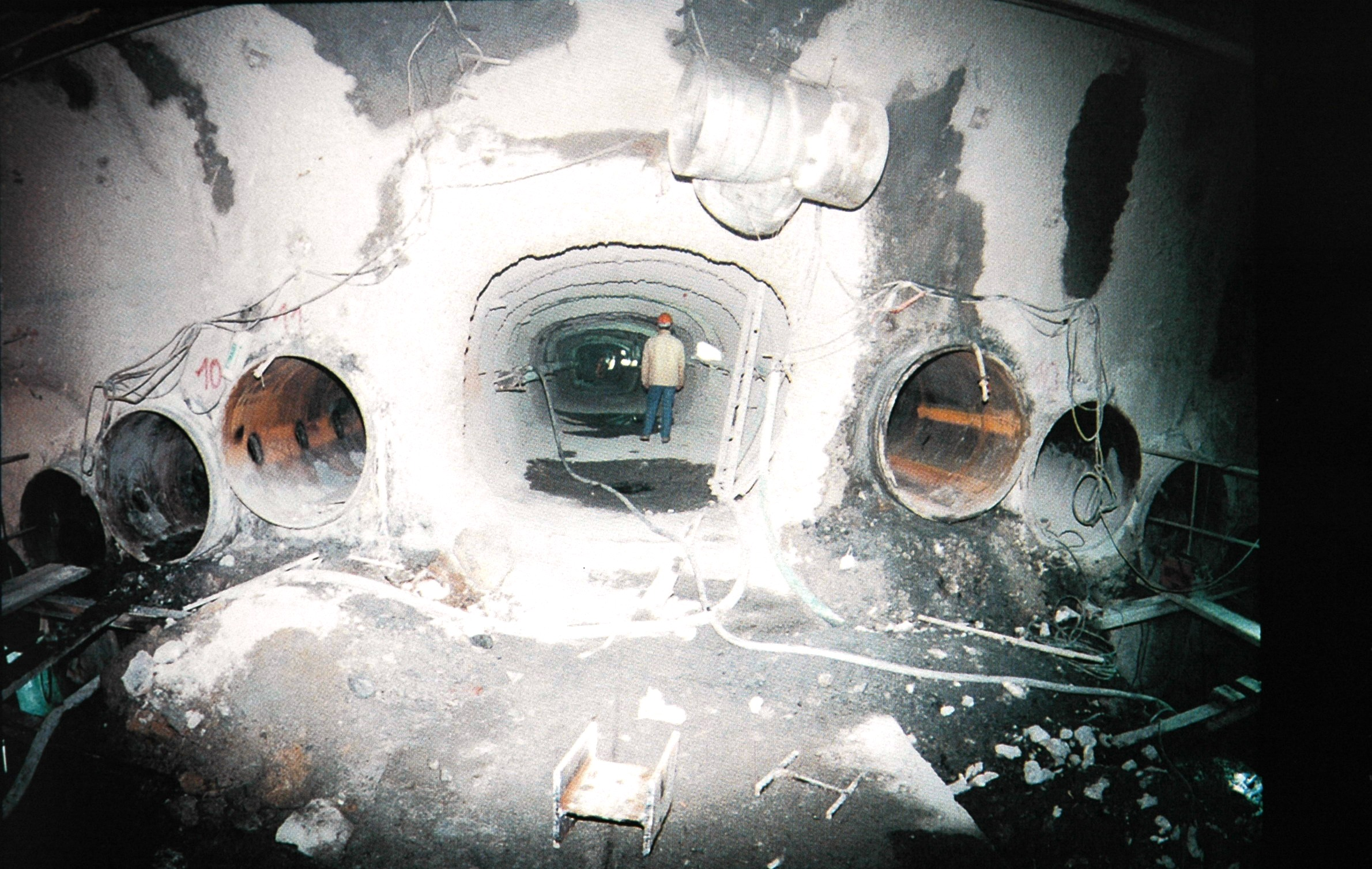
Mikrotunnel an der Station Monastiraki
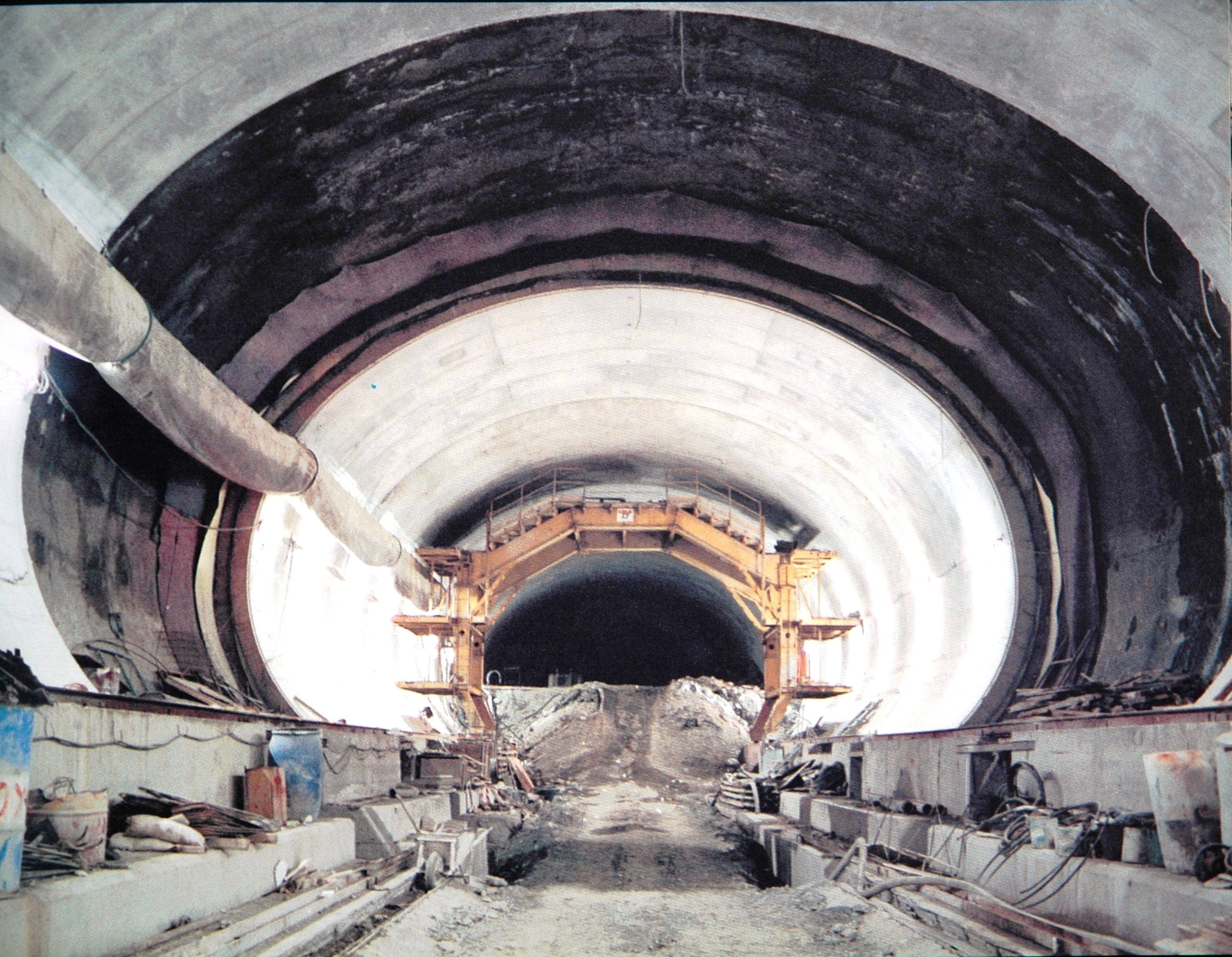
Übergang von einer Standard-Station in den Tunnel
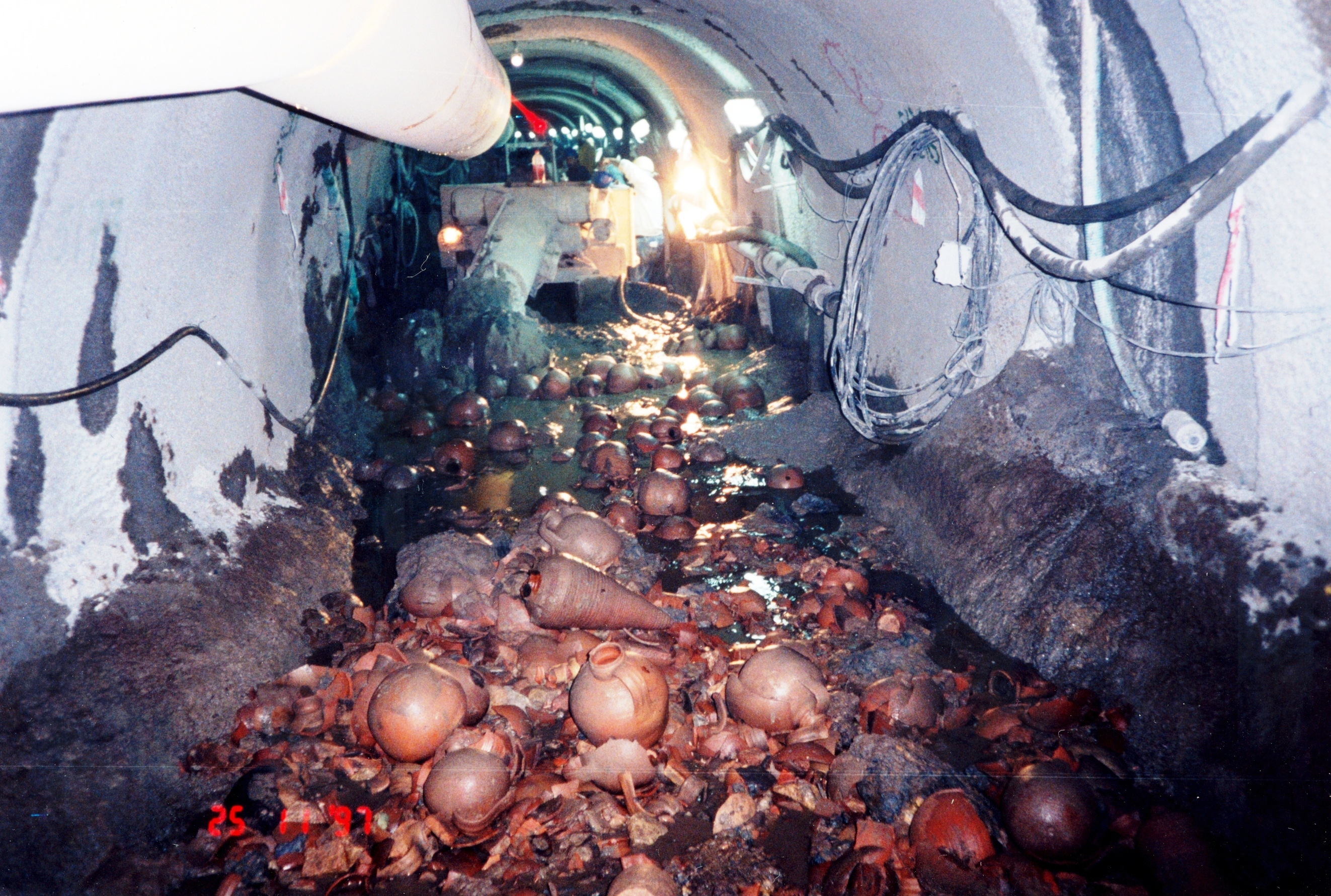
Wassereinbruch mit antiken Tongefäßen

- Visualisierung einer standardisierten Station am Beispiel „Monastiraki“
- Mikrotunnel an der Station Monastiraki
- Übergang von einer Standard-Station in den Tunnel
- Wassereinbruch mit antiken Tongefäßen

## Gestaltung

### Architektur und Kunst an den Stationen

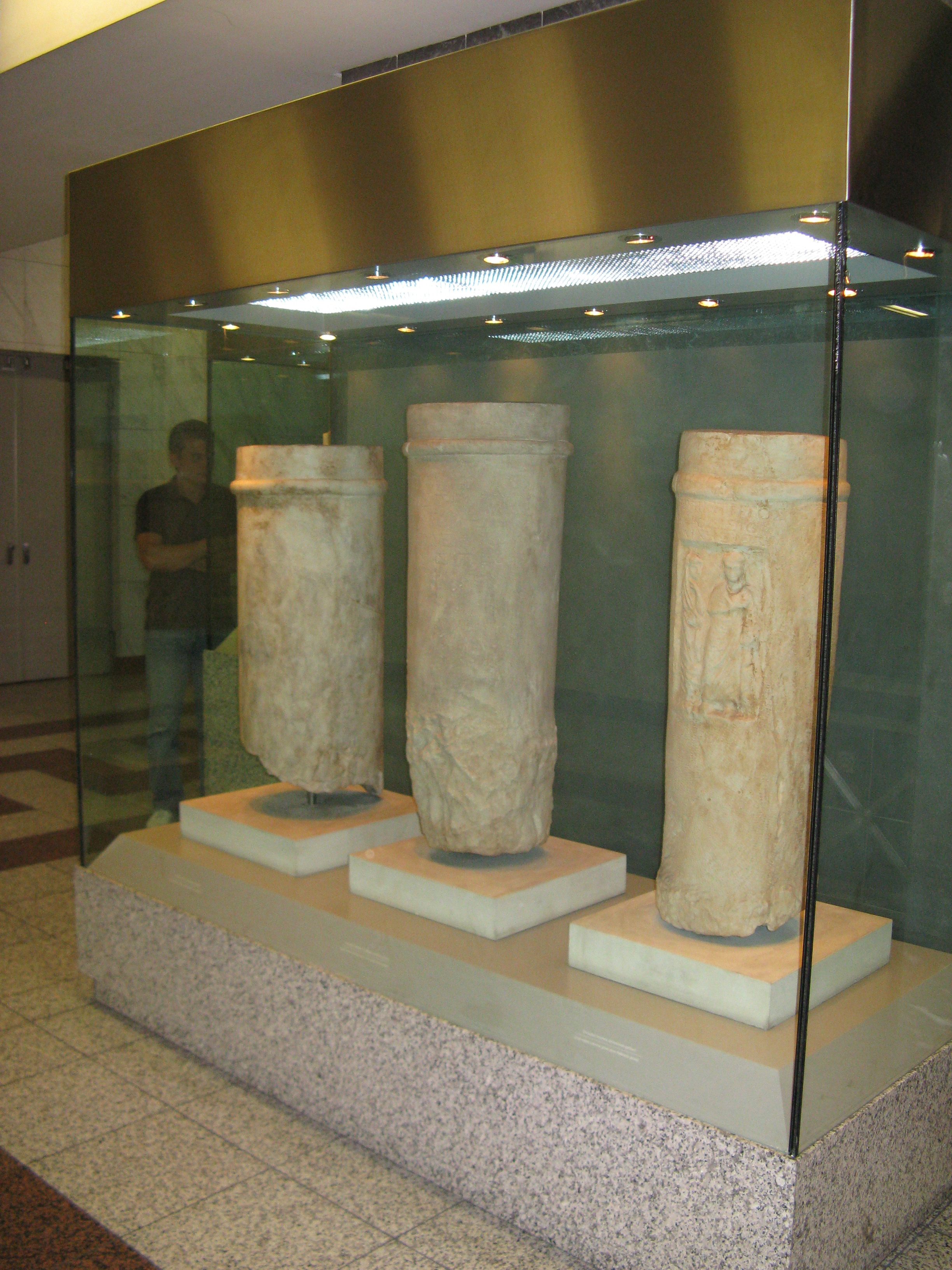
Archäologische Exponate im Bahnhof Syntagma

Bei Eröffnung der Strecke der heutigen Linie 1 im Jahr 1869 war die Athener Metro eine reine Vorortbahn, die auch für den Gütertransport genutzt wurde. Der schrittweise Ausbau zu einer vollwertigen U-Bahn geschah ab 1904, die bisherige Aufgabe übernahm eine parallel verlaufende Strecke der OSE. Nicht nur bei der technischen Ausrüstung, sondern auch bei der Gestaltung der Stationen orientierte man sich anfangs an der Berliner U-Bahn. Diese Ähnlichkeit ist bis heute besonders an den Stationen „Omonia“ und „Viktoria“ zu sehen, die im Jahr 2003 restauriert wurden und neben „Piräus“ und „Monastiraki“ unter Denkmalschutz stehen. Ein Kuriosum stellt die Station „Thisío“ dar: Das Empfangsgebäude (aus der Zeit als die Strecke ebenerdig war) steht quer zum tiefergelegenen Bahnsteig, eine ähnliche Situation existiert an der Station „Monastiraki“. Das liegt daran, dass es sich um die ursprünglichen Endbahnhöfe der Piräusbahn handelt (noch gut erkennbar an der repräsentativen Gestaltung der Fassade des Bahnhofs „Monastiraki“). Die Stationen der Linien 2 und 3 sind weitgehend uniform gestaltet, interessant sind hier aber die zahlreichen Kunstwerke, die zumeist im Zwischengeschoss oder am Eingang ausgestellt sind und fast alle bekannten griechischen Künstler umfassen. Ein Highlight ist der Lichtschacht (Gestaltung: Giorgos Zonglopoulos), der an der dritten Ebene der Station Syntagma liegt. Historische Funde sind an den jeweiligen Stationen ausgestellt, die meisten an der Station Syntagma und Akropolis. Mit der grundlegenden Sanierung der Linie 1 (2003/2004) wurden alle Stationen umgebaut, wobei jede von einem anderen Architekturbüro betreut wurde.
Oberirdisch ist auf der Station Katehaki eine imposante Fußgängerbrücke, die das erste Werk des spanischen Stararchitekten Santiago Calatrava in Griechenland war.
Dazu kommt das kleine Museum für die Geschichte der Linie 1 im Bahnhof „Piräus“ mit zahlreichen historischen Exponaten (darunter ein halber alter Siemens-Halske-Wagen).

### Erscheinungsbild
Beide Betreibergesellschaften sowie die Proastiakos-Bahn haben ein einheitliches, sehr funktionales visuelles Erscheinungsbild in allen Stationen sowie hinsichtlich der Fahrgastinformation. Jeder Linie ist eine Farbe zugewiesen, die am jeweiligen Bahnsteig Verwendung findet. Die Stationen der Linie 1 und des Proastiakos sind mit Möbeln der Firma Erlau bestückt, wobei die Farbgebung dem jeweiligen architektonischen Gesamtbild angepasst ist. Attiko Metro hatte bereits 1997 eine Internetpräsenz, die damals einen europäischen Designpreis gewann.

### Sicherheit und Sauberkeit
Essen und Trinken sowie Rauchen sind nicht erlaubt. Die Einhaltung der Hausordnung wird durch eine flächendeckende Videoüberwachung und Personal an jeder Station überwacht. Bei Nichtbeachtung erfolgt eine mehrmalige Verwarnung in Form einer standardisierten Durchsage mit dem entsprechenden Punkt der Hausordnung, bei weiterer Nichtbeachtung erscheint das Sicherheitspersonal und spricht in Extremfällen ein Hausverbot aus. Bei Demonstrationen werden naheliegende U-Bahn-Stationen geschlossen. Taschendiebstahl durch organisierte Banden ist seit Ende der 2000er Jahre ein weitverbreitetes Problem insbesondere auf den Strecken im Innenstadtbereich (Stationen Syntagma und Omonia) und zum Flughafen.

## Ausbau und Planungen

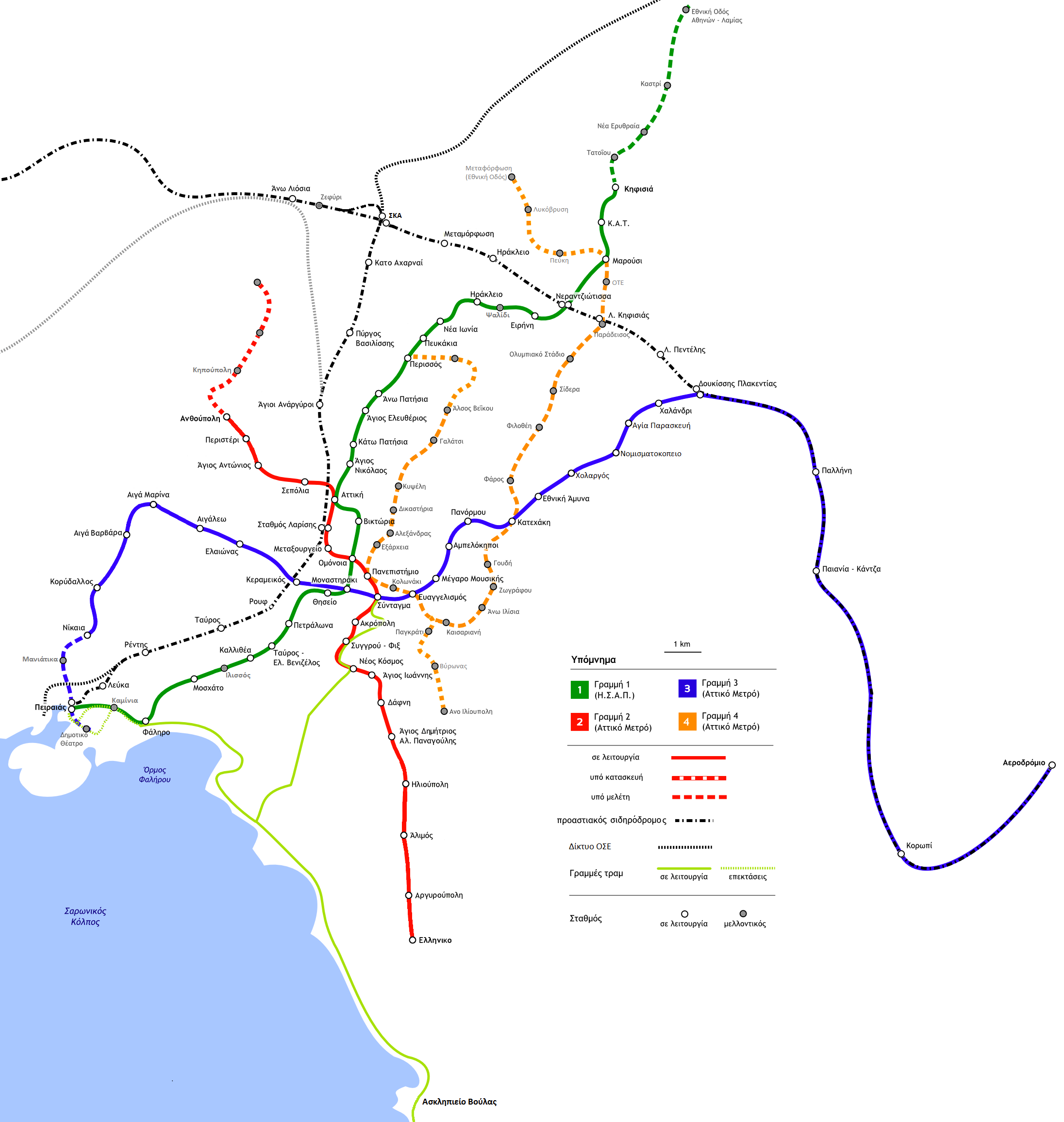
Netzplan; von den projektierten Strecken (gestrichelt) Linie 3 inzwischen bis Dimotiko Theatro in Betrieb

Für die Linie 2 ist vorgesehen, sie an ihrem nördlichen Ende zunächst bis Ilion zu verlängern. Die ca. 4 km lange Erweiterung soll drei neue Stationen umfassen. Langfristig soll die Linie 2 nach Nordosten bis zur Proastiakos-Station Ano Liosia ausgebaut werden. An ihrem südlichen Ende sehen die aktuellen Planungen einen Ausbau um weitere drei Stationen bis Glyfada vor. Die Kosten für die südliche Teilerweiterung werden auf ca. 300 Mio. Euro geschätzt.
Die neue Linie 4 wird in insgesamt fünf Einzelabschnitten errichtet werden. Der erste Bauabschnitt wird eine hufeisenförmige Streckenführung aufweisen und von Alsos Veiikou zunächst nach Süden durch das Stadtzentrum führen, um dann im Osten in Goudi zu enden. Der Streckenneubau wird 15 Stationen umfassen und ca. 12,8 km lang sein. Im Frühjahr 2024 hatte die erste Tunnelbohrmaschine etwa 1 km gebohrt. 
Der zweite Abschnitt sieht eine Verlängerung nach Nordosten um acht Stationen bis Marousi vor. In einem dritten Schritt ist eine Abzweigung von der zentralen Station Evangelismos nach Südosten bis Ano Ilioupoli vorgesehen, die drei neue Stationen umfassen soll. Im vierten Abschnitt wird die Linie 4 von Alsos Veiikou nach Westen um sechs Stationen nach Petroupoli verlängert. Der fünfte und letzte Abschnitt sieht eine Verlängerung der Linie von Marousi in nördliche Richtung vor. Nach Fertigstellung aller Einzelmaßnahmen wird die Linie 4 38,2 km lang sein und 35 Stationen aufweisen.
Langfristige Planungen umfassen eine Erweiterung auf acht Linien mit dann 220 km und 200 Stationen.

## Fahrzeuge

### Fahrzeuge mit Holzwagenkasten (bis 1985)

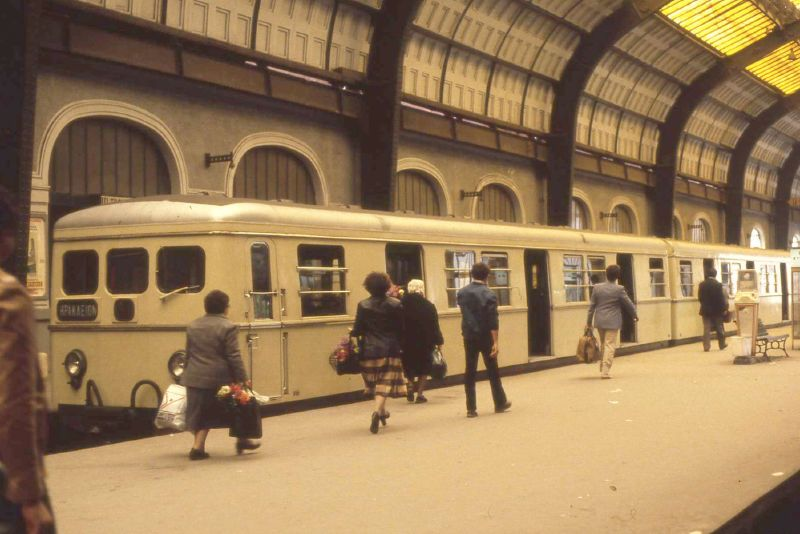
Siemens/MAN-Wagen an der Endstation Piräus (1981)

Die ersten 40 U-Bahn-Wagen wurden von den Herstellern Thomson-Houston (elektrischer Teil) und Desouches David & Cie. (mechanischer Teil) bereits zur Betriebseröffnung 1904 geliefert. 1914 folgte eine Serie von neun Fahrzeugen von Siemens und Baume & Marpent. 1923 folgten nochmals 12 Fahrzeuge aus eigenen Werkstätten. Die Fahrzeuge glichen sich in den Dimensionen, besaßen jedoch ein unterschiedliches Aussehen.

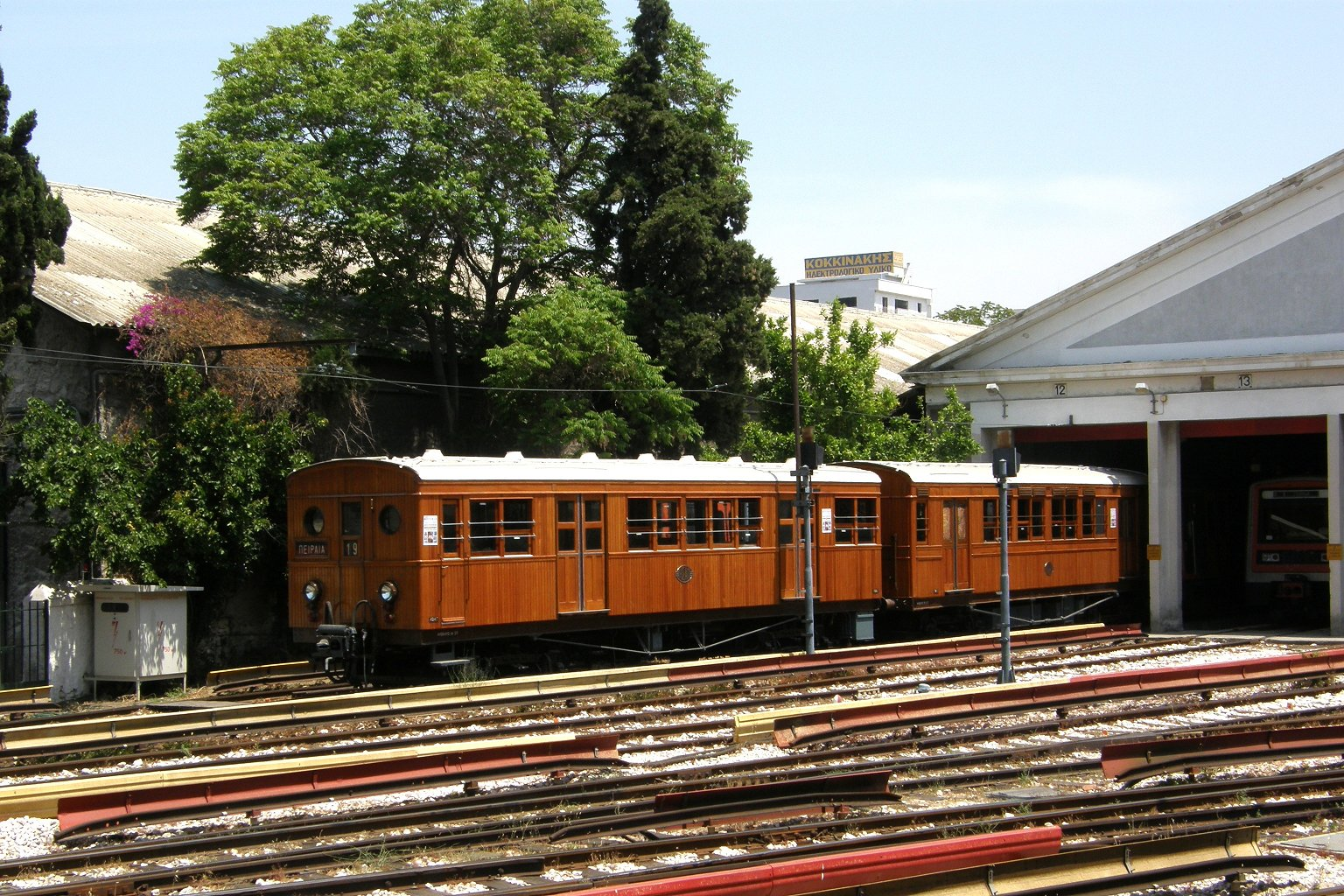
Nostalgiefahrzeuge mit Holzwagenkasten (2008)

Eine für 1944 vorgesehene Nachlieferung kam aufgrund des Krieges nicht mehr zustande. Nachdem alle Züge bis 1985 ausgemustert worden waren, wird heute noch ein Zug im betriebsfähigen Zustand gehalten; die ausgemusterten Wagen wurden zur Nutzung als lokale Treffpunkte verschenkt.

### Siemens/MAN (1951 bis 1997)

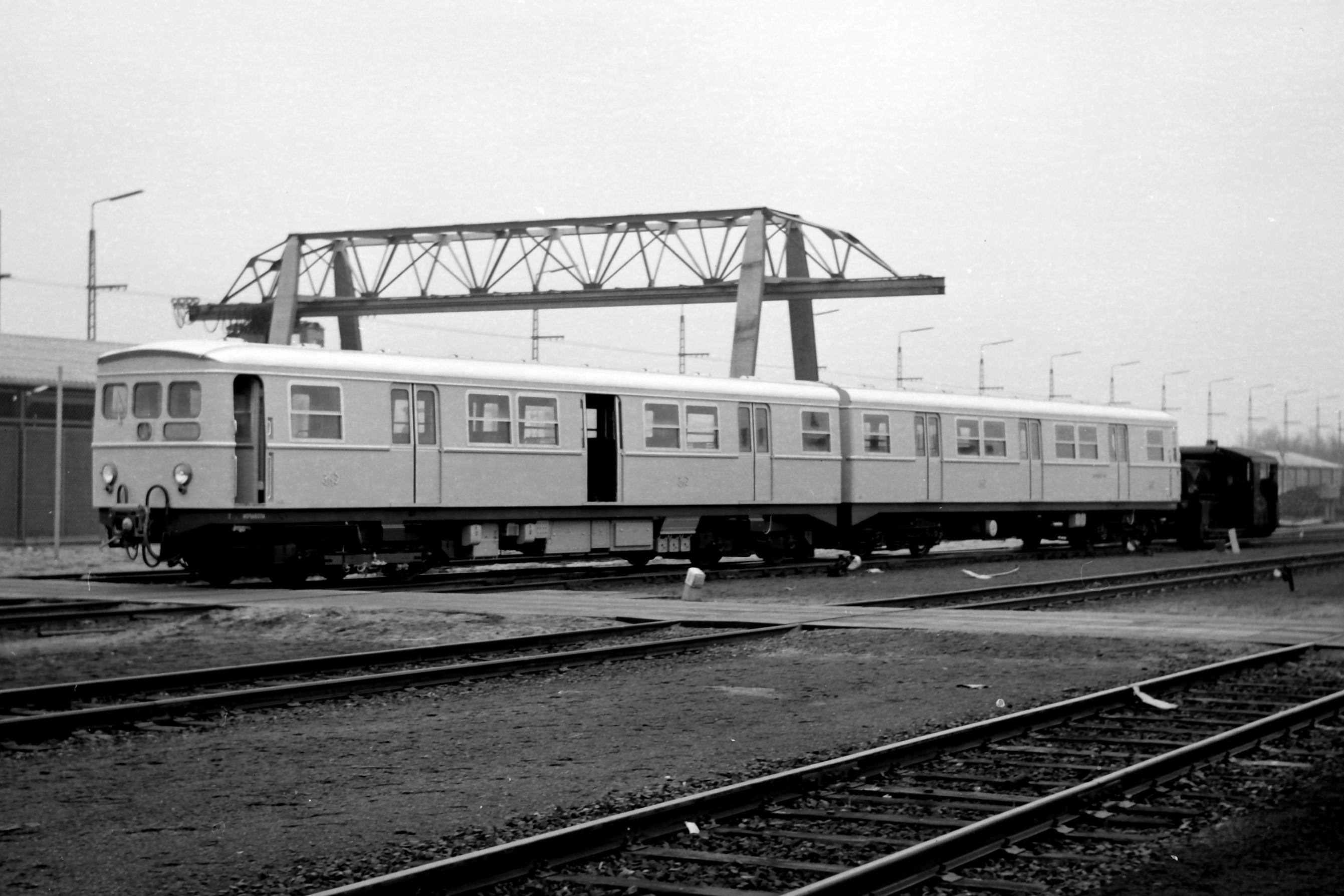
Zug der U-Bahn Athen von Siemens-MAN bei der Erprobung im AW Nürnberg, Mai 1968

Nach Beseitigung der Kriegsschäden wurden 1951/52 die ersten zwölf zweiteiligen Triebwagen der Unternehmen Siemens und MAN ausgeliefert, 1958/59 folgte eine Nachlieferung von weiteren 16 baugleichen Fahrzeugen. Die letzten neun lieferte Siemens/MAN in den Jahren 1968/69.

### LEW Hennigsdorf Typ G-II (1983 bis 1985)
Als in den 1980er Jahren der Wartungsaufwand für die alten U-Bahn-Wagen sehr groß geworden war, musste schnell eine Lösung gefunden werden. Aufgrund der Zahlung in Devisen bot sich die DDR an, kurzfristig Abhilfe zu schaffen: Die für die Ost-Berliner U-Bahn vorgesehenen Wagen von LEW Hennigsdorf vom Typ G-I wurden als Typ G-II an die Athener Verhältnisse angepasst und nach Athen ausgeliehen. Die Umbauten bestanden im Wesentlichen aus einer Anhebung der Wagenkästen zur Anpassung an die Bahnsteighöhe, im Anbau von seitlichen Profilausgleichsbohlen sowie in der Anpassung von Zugbeeinflussung und Stromabnehmern. Die ausgeliehenen Wagen wurden nach ihrer Rückgabe in Berlin wieder in G-I rückgebaut, bis 1996 eingesetzt und 1997 nach Nordkorea verkauft.

### MAN/LEW Typ G-III (1984 bis 2004)
Trotz der Störanfälligkeit machten die niedrigen Anschaffungskosten der LEW-Züge eine Bestellung attraktiv. Man entschied sich zu einem Kompromiss: Eine neue maßgeschneiderte, an die GII-Züge angelehnte Baureihe wurde von MAN in Nürnberg gestaltet, von dort stammte auch ein Teil der technischen Ausrüstung. Gebaut wurden die Wagen bei LEW Hennigsdorf in der DDR in den Jahren 1983 bis 1985. Aufgrund der Ähnlichkeit zu den GII-Zügen werden die Wagen als GIII bezeichnet. Ab 1999 wurden die Wagen nur noch im Berufsverkehr eingesetzt und bis 2004 schrittweise ausgemustert und verschrottet.

### Hellenic Shipyards/Siemens Baureihe A01 (1994 bis heute)
Hellenic Shipyards (zur damaligen Zeit eine Tochterfirma von ThyssenKrupp) bewarb sich erfolgreich mit einem Lizenzbau der bisherigen MAN-Züge, welche fortan als Baureihe A01 bezeichnet werden. Auch eine Ausschreibung der Attiko Metro, des Betreibers der Linien 2 und 3, gewann das Konsortium Hellenic Shipyards und Siemens.

### Secheron Typ D (2004 bis heute)
Die letzte Ausschreibung für weitere U-Bahn-Wagen, die mit der Verlängerung der Linie 3 zum Flughafen notwendig wurden, gewann der südkoreanische Hersteller Rotem. 14 Einheiten (Baureihe D201) sind nur für 750 Volt ausgelegt, während die weiteren sieben (Baureihe D251) zusätzlich für Oberleitungsbetrieb mit 25 kV bei 50 Hz ausgerüstet wurden.

## Fahrscheine
Einzelfahrscheine können an den mehrsprachigen Fahrscheinautomaten für 1,20 Euro (Stand Okt. 2021) bezogen werden und gelten 90 Minuten lang, inklusive Umstieg auf andere Linien (ermäßigter Preis: 0,60 Euro).
Doppelfahrkarten 2,30 Euro und 11er-Tickets 12 Euro (Stand Okt. 2021).
Darüber hinaus sind Tageskarten zu 4,10 Euro und Fünftageskarten zu 8,20 Euro (Stand Okt. 2021) erhältlich. Eine Einzelfahrt zum Flughafen kostet 9 Euro (Stand Okt. 2021), ermäßigt 5 Euro. Dreitageskarten für Touristen kosten 22 Euro, diese gelten auch auf der Strecke zum Flughafen. Verschiedene Gruppenfahrscheine sind ebenfalls erhältlich. Kinder unter 6 Jahren können alle öffentlichen Verkehrsmittel in Athen kostenlos nutzen.
Seit Februar 2018 wurde ein elektronisches Ticket- und Entwertungssystem eingeführt. Teil des neuen Systems sind Schranken an den Ein- und Ausgängen der Bahnhöfe, die beide nur mit gültigem magnetisierten Fahrausweis freigegeben werden.
Ab dem 15. Januar 2025 ist es außerdem möglich, das Ticket kontaktlos mit einer Kreditkarte am Eingang der Metro zu bezahlen, indem die Karte über den Entwerter gezogen wird. Nach wie vor ist das so erworbene Ticket für alle öffentlichen Verkehrsmittel der OASA (Busse, Trams, Trolleys) gültig.

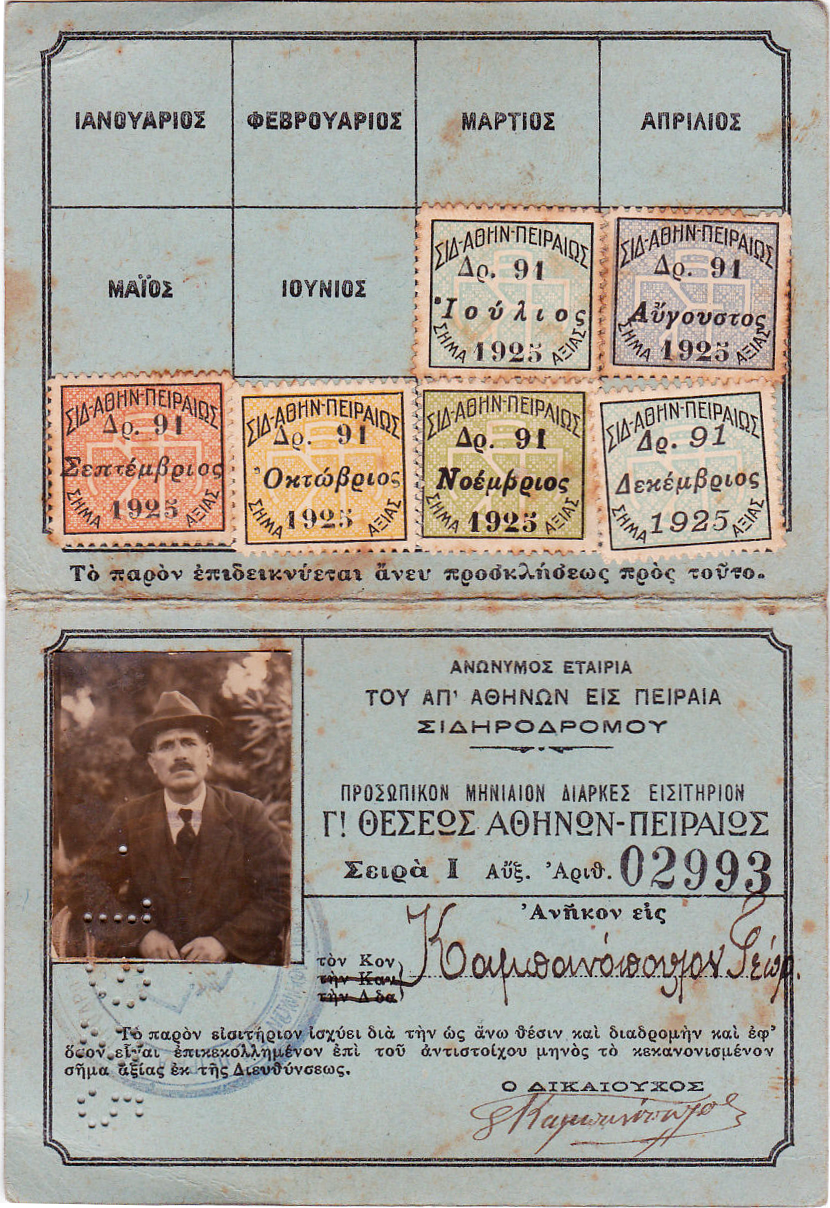
Monatskarte aus den 1920er Jahren
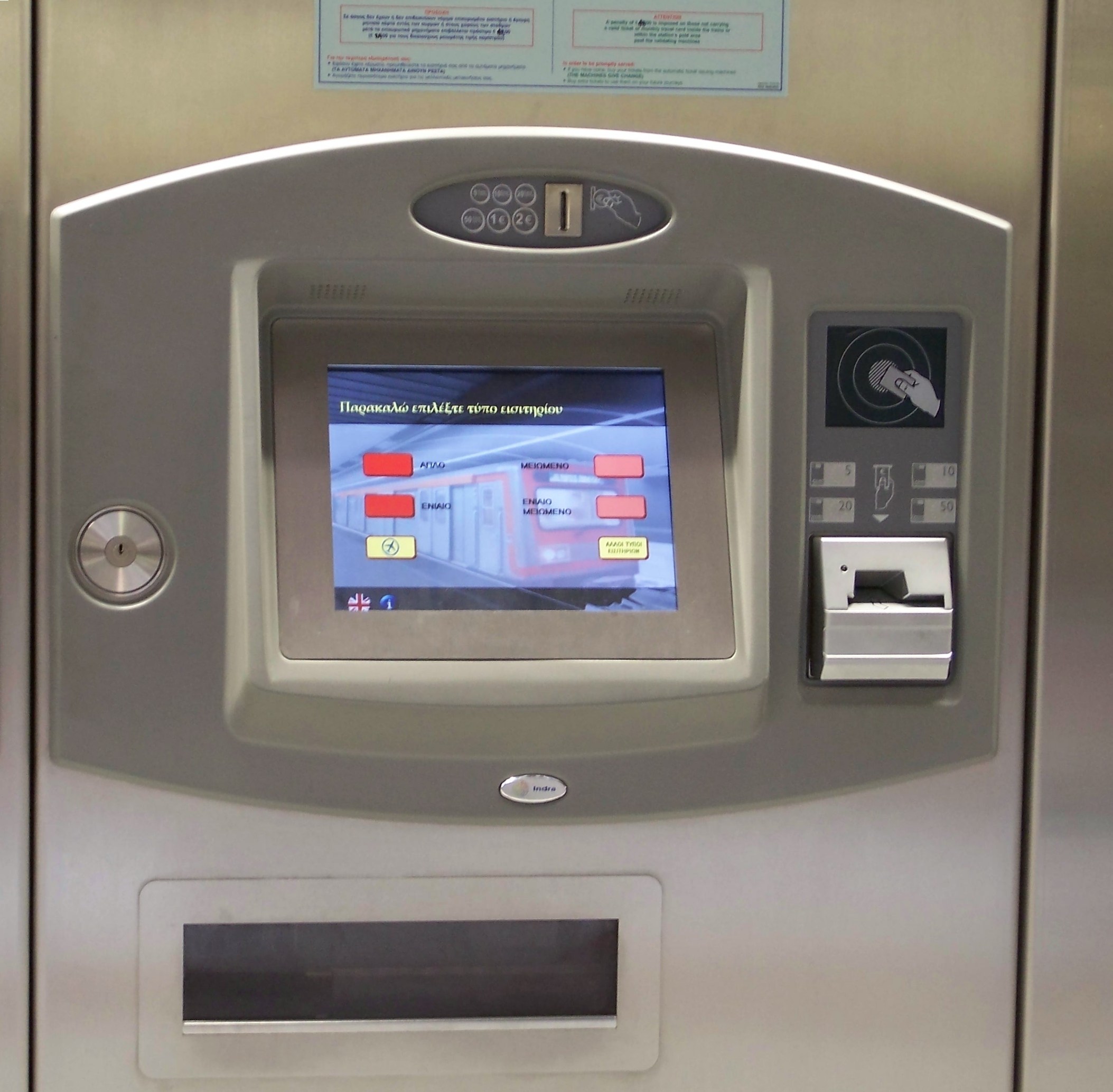
Fahrkartenautomat
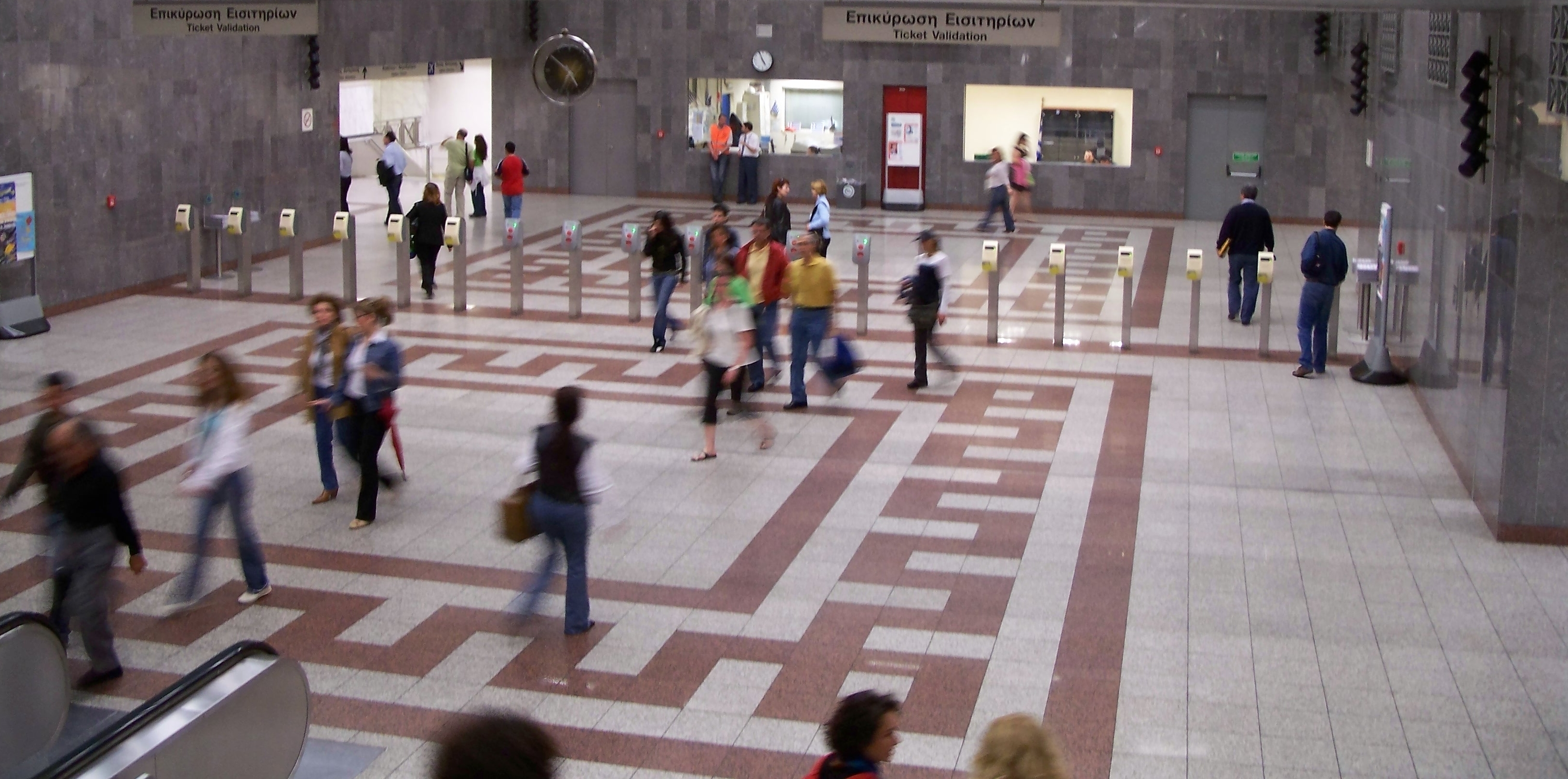
Entwerter